# Římskokatolická farnost Paračov
Římskokatolická farnost Paračov je zaniklým územním společenstvím římských katolíků v rámci strakonického vikariátu Českobudějovické diecéze.

## O farnosti

### Historie
Plebánie byla v Paračově založena v roce 1361. V pozdější době zanikla a Paračov byl přifařen ke Štěkni. Roku 1857 byla zřízena ve vsi lokálie a v průběhu 30. let 19. století byl přestavěn kostel. Samostatná farnost byla zřízena v roce 1888.

### Současnost
Farnost Paračov ke dni 31.12.2020 zanikla. Jejím právním nástupcem je Římskokatolická farnost Jinín.
| Kostel                   | Místo      | Bohoslužba                          | Bohoslužba                | Poznámka            |
| ------------------------ | ---------- | ----------------------------------- | ------------------------- | ------------------- |
| Kaple                    | Cehnice    | neslouží se pravidelně              | neslouží se pravidelně    | obecní kaple        |
| Kaple Panny Marie        | Kváskovice | neslouží se pravidelně              | neslouží se pravidelně    | obecní kaple        |
| Kostel sv. Petra a Pavla | Paračov    | sobota před 1. a 3. nedělí v měsíci | 16.00 v zimě 17.30 v létě | bývalý farní kostel |
| Kaple                    | Radějovice | neslouží se pravidelně              | neslouží se pravidelně    | obecní kaple        |
| Kaple                    | Skály      | neslouží se pravidelně              | neslouží se pravidelně    | obecní kaple        |